# 倉知俊彦
倉知 俊彦（くらち としひこ、1931年〈昭和6年〉7月7日 - 2018年〈平成30年〉12月2日）は、日本の政治家。位階は正五位。勲等は旭日中綬章。豊田市名誉市民。
愛知県豊田市選挙区選出の愛知県議会議員（自由民主党所属、11期）。第67代愛知県議会議長、自由民主党愛知県支部連合会会長、幹事長、自由民主党愛知県議団団長などを歴任した。

## 経歴
1931年（昭和6年）愛知県豊田市に生まれる。愛知県立豊田西高等学校卒業後、愛知県職員や建設会社員を経て1971年（昭和46年）4月、愛知県議会議員選挙に初当選。
2003年（平成15年）12月20日、自民党愛知県連会長に就任。県議が会長に就任したのは同県連で初めて。
2011年愛知県議会議員選挙で11選。11回の当選は当時の愛知県議会史上最多当選タイ記録。
2013年（平成25年）6月20日、県議会本会議で32年ぶりに一般質問した。前回の一般質問は3期目だった1981年の6月定例会で、1988年の誘致を目指していた名古屋オリンピックについてだった。32年間一般質問を行わなかった理由については、「議長や県議団長の経験者がしゃしゃり出ると、若い議員が質問する機会がなくなる」と説明した。
2015年（平成27年）3月3日、2015年愛知県議会議員選挙には立候補せず、政界を引退することを発表した。後継は土井真樹や鈴木政二、八木哲也の秘書を務めた鈴木雅博。引退後は自民党愛知県連相談役を務めた。
11月27日、豊田市は倉知を名誉市民に推挙すると発表。市の内規で定める「県議を5期以上」「県議長経験者」などの基準を満たすことから推挙が決定された。2016年（平成28年）3月5日、豊田市民文化会館で開かれた市制65周年記念式典にて豊田市名誉市民に推挙された。豊田市名誉市民は倉知で19人となった。
2018年（平成30年）12月2日、胆管がんのため死去、87歳没。12月28日、叙正五位。

## 栄典
- 1992年（平成4年） - 藍綬褒章[1]
- 2001年（平成13年）5月 - 愛知県議会永年在職者[13]
- 2011年（平成23年）11月3日 - 旭日中綬章
- 2016年（平成28年）3月5日 - 豊田市名誉市民
- 2018年（平成30年）12月28日 - 正五位